# Pavel Szamuilovics Uriszon
Pavel Szamuilovics Uriszon (Па́вел Самуи́лович Урысо́н, Odessza, 1898. február 3. – Batz-sur-Mer, Franciaország, 1924. augusztus 17.) szovjet-orosz matematikus, topológus. Ő a felfedezője az Uriszon-féle metrizációs tételnek és az Uriszon-lemmának.
Uriszonnal párhuzamosan és tőle függetlenül Karl Menger(en) osztrák matematikus is hasonló témákon dolgozott, ezért ekvivalens eredményeiket Uriszon–Menger elméletnek is nevezik